# Amolops monticola
Amolops monticola е вид земноводно от семейство Водни жаби (Ranidae).

## Разпространение
Видът е разпространен в Индия, Китай и Непал.